# 1984年ロサンゼルスオリンピックのモロッコ選手団
1984年ロサンゼルスオリンピックのモロッコ選手団（1984ねんロサンゼルスオリンピックのモロッコせんしゅだん）は、1984年7月28日から8月12日にかけてアメリカ合衆国のロサンゼルスで開催された1984年ロサンゼルスオリンピックのモロッコ選手団、およびその競技結果。

## 概要
今大会は金メダル2個、合計2個のメダルを獲得した。モロッコ勢が金メダルを獲得したのは史上初。

## メダル
| メダル | 選手名                     | 競技 | 種目             |
| ------ | -------------------------- | ---- | ---------------- |
| 金     | サイド・アウィータ         | 陸上 | 男子5000m        |
| 金     | ナワル・エル・ムータワキル | 陸上 | 女子400mハードル |